# Vieux-Condé
Vieux-Condé est une commune française de la banlieue de Valenciennes, située à la frontière avec la Belgique sur le cours canalisé de l'Escaut, dans le département du Nord, en région Hauts-de-France. Vieux-Condé et ses alentours ont appartenu au comté du Hainaut, au royaume de France, aux Pays-Bas espagnols et aux Pays-Bas méridionaux (en latin Belgica Regia).

## Géographie

### Description
Vieux-Condé est une petite ville séparée de Péruwelz par la frontière franco-belge.

### Communes limitrophes
|          | Péruwelz Belgique  |                    |
| Hergnies | Vieux-Condé        | Condé-sur-l'Escaut |
| Odomez   | Fresnes-sur-Escaut |                    |

### Transports

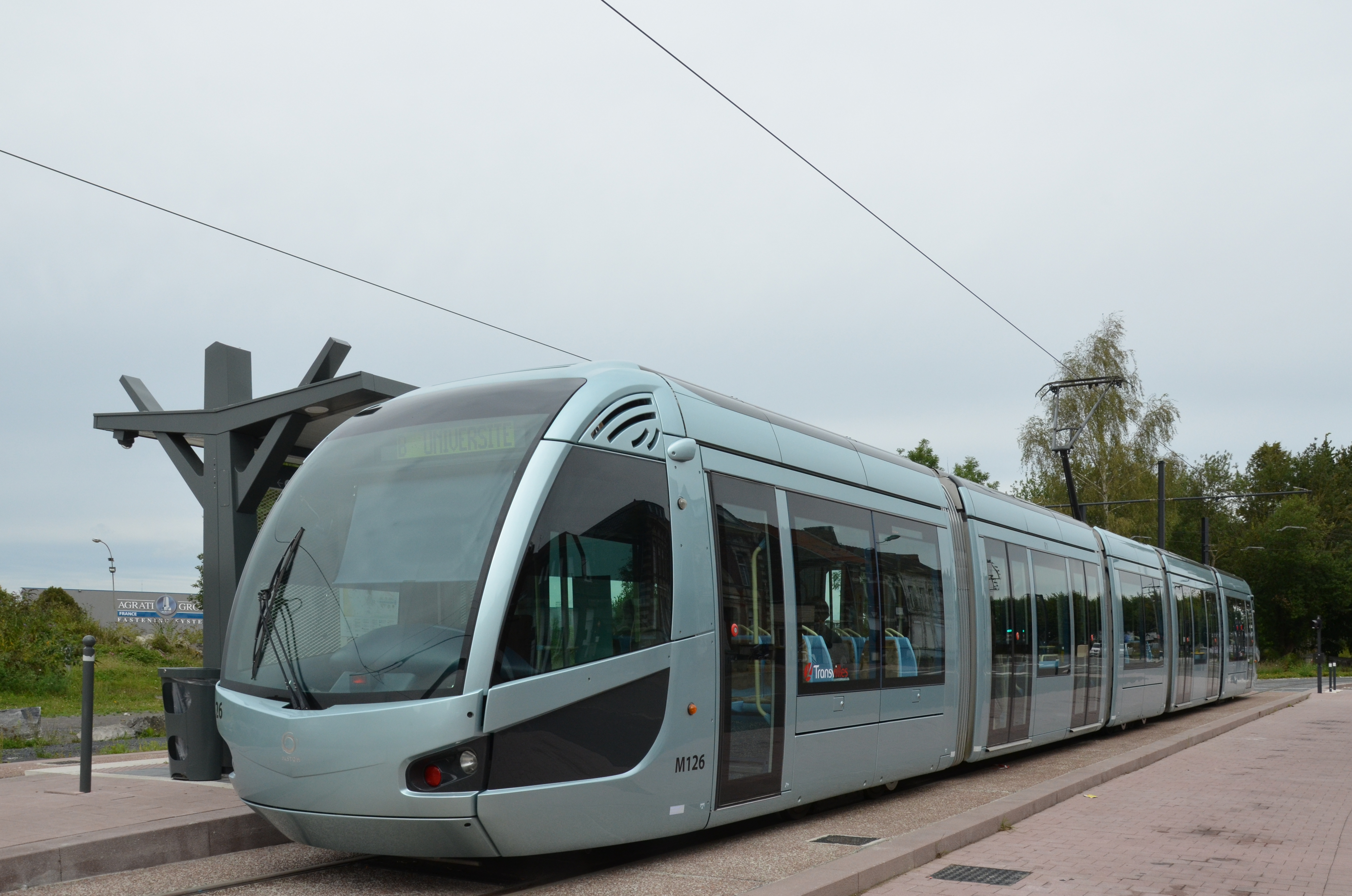
La ligne T2 au terminus Le Boulon.

Vieux-Condé est desservie par la ligne T2 du tramway de Valenciennes. La station terminus Le Boulon est implantée sur le territoire de la commune. Vieux-Condé est également desservie par les lignes de bus 14, 100, 109, 133 et Illigo 2 du réseau Transvilles.

### Hydrographie

#### Réseau hydrographique
La commune est située dans le bassin Artois-Picardie. Elle est drainée par l'Escaut canalisée, la Vergne, le Jard, le long héri, le ruisseau de Cerfontaine et un autre petit cours d'eau,.
L'Escaut est un fleuve européen de 355 km de long, qui traverse trois pays (France, Belgique et Pays-Bas), avant de se jeter en mer du Nord. La partie canalisée en France relie Cambrai à Saint-Quentin, après avoir traversé 34 communes.
La Vergne est un cours d'eau franco-belge d'une longueur de 15 en France, qui prend sa source en Belgique, constitue ensuite une section de la frontière française et se jette  dans le Jard à Flines-lès-Mortagne, après avoir traversé trois communes.
Le Jard est un cours d'eau évacuant le trop-plein de l'étang de Chabaud-Latour, parallèle à l'Escaut canalisé à partir de Condé-sur-l'Escaut et s'y jetant (r.d.) à la limite entre Flines-lès-Mortagne et Château-l'Abbaye.

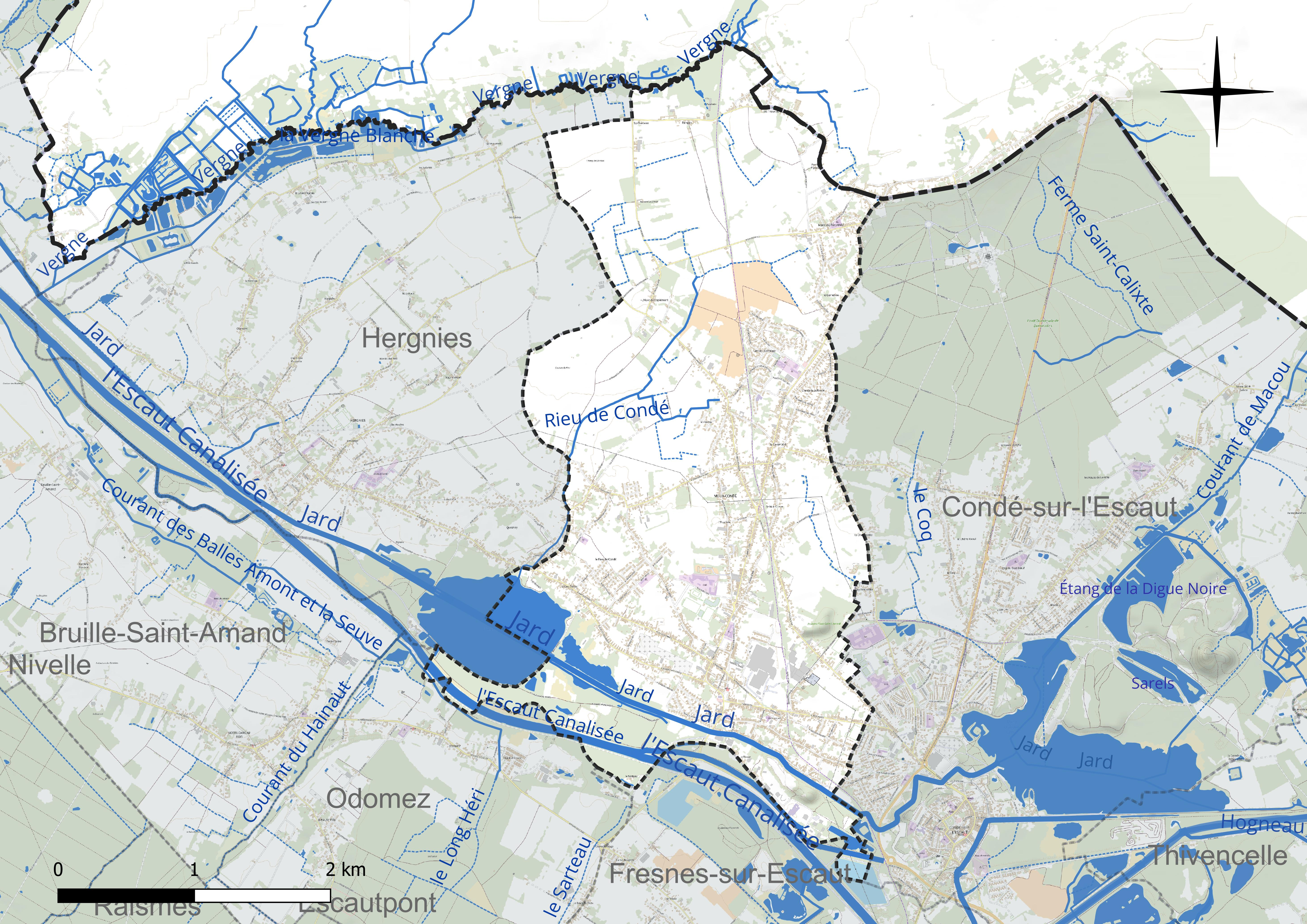
Réseau hydrographique de Vieux-Condé.

Deux plans d'eau complètent le réseau hydrographique : l'étang d'Amaury, d'une superficie totale de 62,7 ha (19 ha sur la commune) et l'étang Marius, d'une superficie totale de 61,7 ha (18,8 ha sur la commune),.

#### Gestion et qualité des eaux
Le territoire communal est couvert par le schéma d'aménagement et de gestion des eaux (SAGE) « Escaut ». Ce document de planification concerne un territoire de 2 005 km2 de superficie, délimité par le bassin versant de l'Escaut. Le périmètre est arrêté le 9 juin 2006 et le SAGE proprement dit est approuvé le 13 juillet 2021. La structure porteuse de l'élaboration et de la mise en œuvre est le syndicat mixte Escaut et Affluents (SyMEA). 
La qualité des cours d'eau peut être consultée sur un site dédié géré par les agences de l'eau et l'Agence française pour la biodiversité.

### Climat
Pour des articles plus généraux, voir Climat des Hauts-de-France et Climat du Nord.
En 2010, le climat de la commune est de type climat océanique dégradé des plaines du Centre et du Nord, selon une étude du CNRS s'appuyant sur une série de données couvrant la période 1971-2000. En 2020, Météo-France publie une typologie des climats de la France métropolitaine dans laquelle la commune est exposée à un climat océanique altéré et se situe dans la région climatique Nord-est du bassin Parisien, caractérisée par un ensoleillement médiocre, une pluviométrie moyenne régulièrement répartie au cours de l'année et un hiver froid (3 °C).
Pour la période 1971-2000, la température annuelle moyenne est de 10,7 °C, avec une amplitude thermique annuelle de 14,9 °C. Le cumul annuel moyen de précipitations est de 736 mm, avec 12,1 jours de précipitations en janvier et 9,6 jours en juillet. Pour la période 1991-2020, la température moyenne annuelle observée sur la station météorologique la plus proche, située sur la commune de Valenciennes à 12 km à vol d'oiseau, est de 11,0 °C et le cumul annuel moyen de précipitations est de 694,1 mm,.
Pour l'avenir, les paramètres climatiques de la commune estimés pour 2050 selon différents scénarios d'émission de gaz à effet de serre sont consultables sur un site dédié publié par Météo-France en novembre 2022.

## Urbanisme

### Typologie
Au 1er janvier 2024, Vieux-Condé est catégorisée ceinture urbaine, selon la nouvelle grille communale de densité à sept niveaux définie par l'Insee en 2022.
Elle appartient à l'unité urbaine de Valenciennes (partie française), une agglomération internationale regroupant 56 communes, dont elle est une commune de banlieue,,. Par ailleurs la commune fait partie de l'aire d'attraction de Valenciennes (partie française), dont elle est une commune de la couronne,. Cette aire, qui regroupe 102 communes, est catégorisée dans les aires de 200 000 à moins de 700 000 habitants,.

### Projet d'aménagement
Depuis 2015, la ville compte deux quartiers prioritaires : les cités de la Solitude et de l'Hermitage, réunies au sein d'un seul quartier prioritaire qui compte 1 500 habitants pour un taux de pauvreté de 43 %, ainsi que le quartier du Jard, avec 1 300 habitants pour 37 % de pauvreté, et qui fait partie du programme national de revitalisation des quartiers anciens dégradés (PNRQAD),.

### Occupation des sols
L'occupation des sols de la commune, telle qu'elle ressort de la base de données européenne d'occupation biophysique des sols Corine Land Cover (CLC), est marquée par l'importance des territoires agricoles (46,6 % en 2018), une proportion sensiblement équivalente à celle de 1990 (47 %). La répartition détaillée en 2018 est la suivante :
zones urbanisées (39,3 %), prairies (25 %), terres arables (15,5 %), zones agricoles hétérogènes (6,1 %), forêts (4,4 %), zones humides intérieures (3,1 %), zones industrielles ou commerciales et réseaux de communication (2,8 %), eaux continentales (2,2 %), milieux à végétation arbustive et/ou herbacée (1,7 %). L'évolution de l'occupation des sols de la commune et de ses infrastructures peut être observée sur les différentes représentations cartographiques du territoire : la carte de Cassini (XVIIIe siècle), la carte d'état-major (1820-1866) et les cartes ou photos aériennes de l'IGN pour la période actuelle (1950 à aujourd'hui).

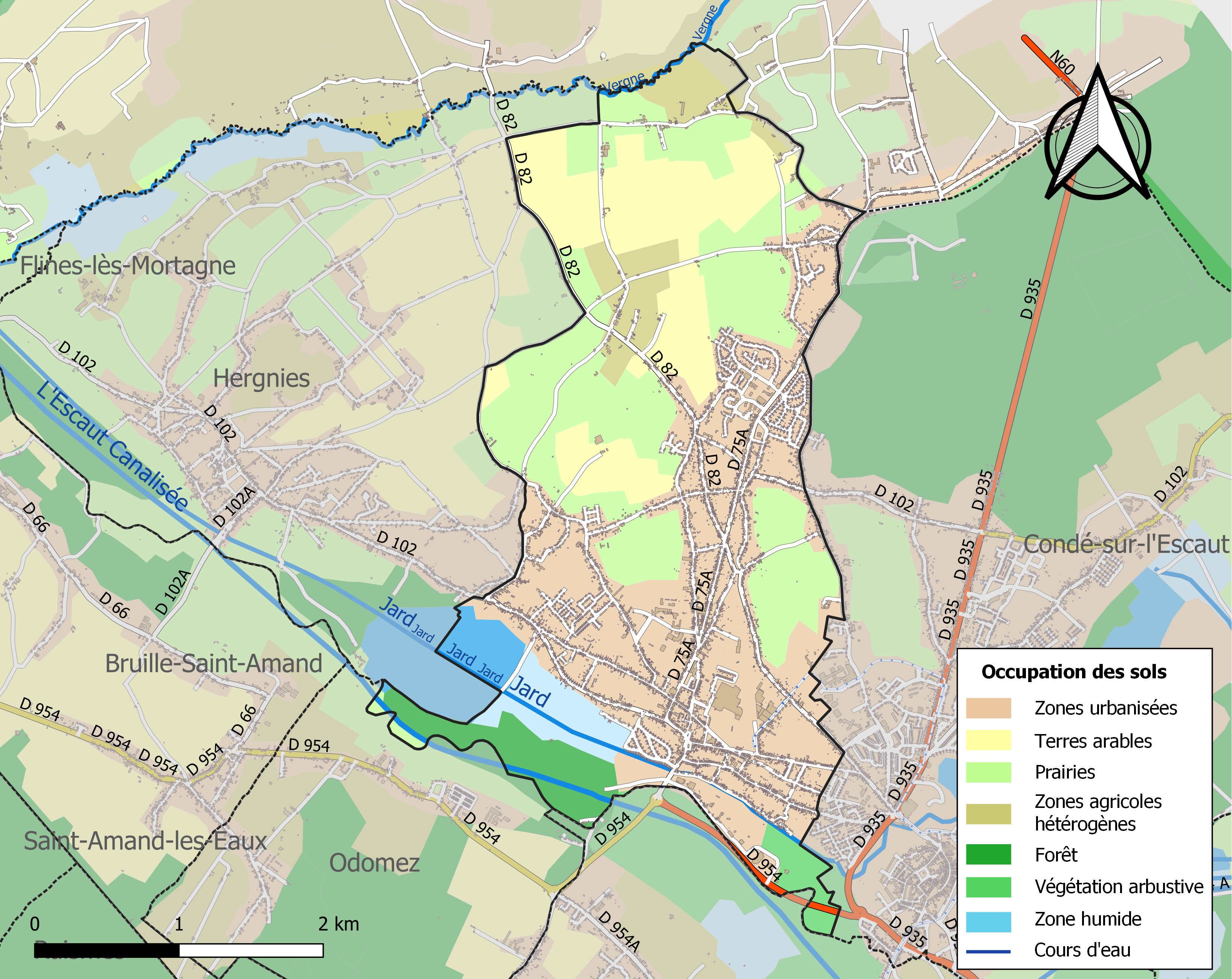
Carte des infrastructures et de l'occupation des sols de la commune en 2018 (CLC).

## Toponymie
Vetus Condatum, cartulaire de Vicogne, 1215.
Vies Condet, Jacques de Guise, XIVe siècle.
Mannier relève une contradiction : la ville de Condé-sur-Escaut est attestée antérieurement à Vieux-Condé, qui n'est donc pas plus vieux que Condé. Il pourrait s'agir d'une déformation de vadum condati, le « gué de Condé », vadum ayant donné dans les anciennes langues d'oïl vey, wei ou wé.
Sous la Révolution et jusqu'en 1810, Vieux-Condé est rebaptisé « Vieux-Nord-Libre ».
Ses habitants sont appelés les Vieux-Condéens.

## Histoire
On trouve une première mention de Vieux-Condé en 1215 lorsque celui-ci, encore un village, s'appelle « Vetus Condatum », Condatum ayant la même origine que le nom de la ville limitrophe de Condé.
Bien souvent ravagé par la guerre, le village est particulièrement touché en 1645, quand à peine 6 ou 7 maisons demeurent debout.
En 1741, de la houille est découverte à Vieux-Condé.
En 1773, découverte de nombreuses médailles des premiers empereurs romains.
Le 27 novembre 1788, sont érigées en duché les terres de Condé, Fresnes, Vieux-Condé, Hargnies, situées en Hainaut, sous la dénomination de duché de Croÿ en faveur d'Emmanuel Ferdinand François duc de Croÿ (maison de Croÿ).
La ville charbonnière
La commune se développe surtout au cours du XIXe siècle avec l'industrie houillère. Elle a été desservie à partir de 1873 par la ligne de Somain à Péruwelz exploitée par la Compagnie des mines d'Anzin, puis, après sa nationalisation, par les Houillères du bassin du Nord et du Pas-de-Calais. Le service voyageur a cessé en 1963 et la ligne a été démantelée en 1975.
La ville disposait également d'une desserte par l'une des lignes de l'ancien tramway de Valenciennes de 1883 à 1966.

Vieux-Condé au tout début du XXe siècle
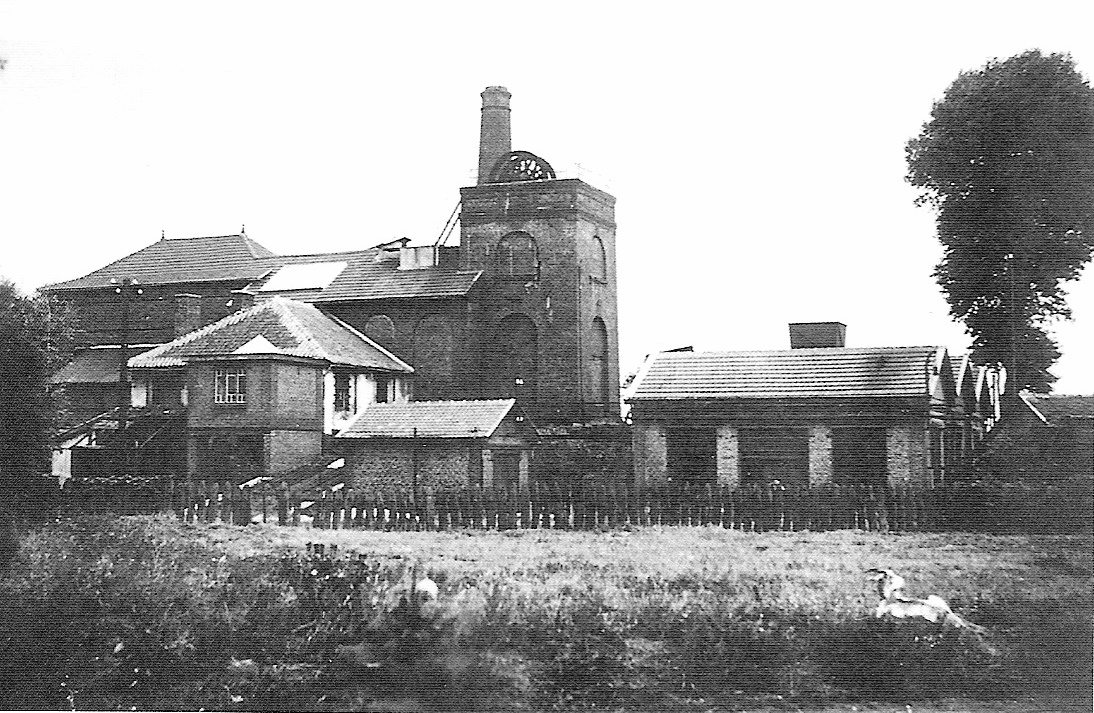
Fosse du Trou Martinvers 1900.
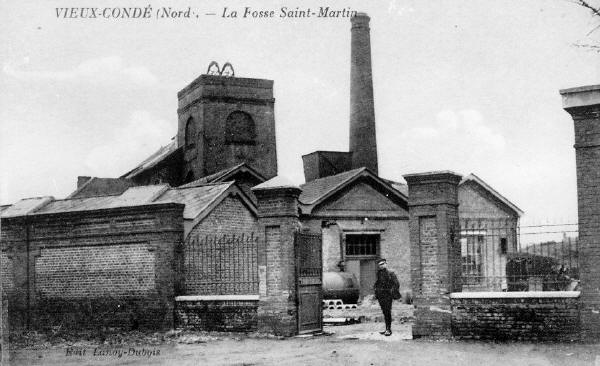
Fosse du Trou Martin.
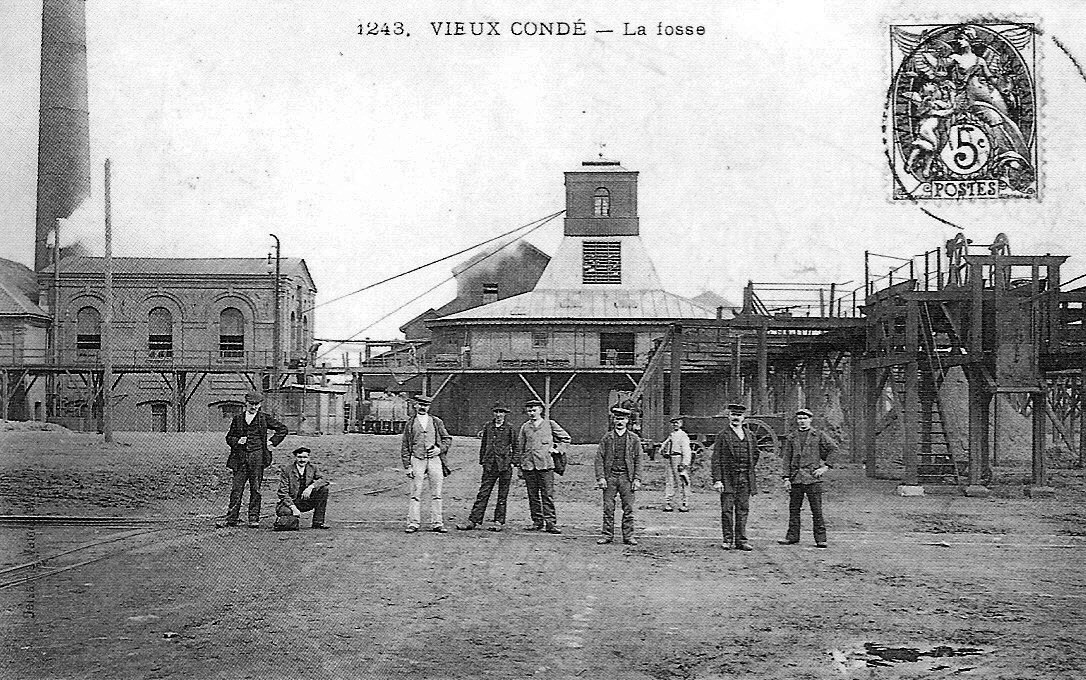
Fosse Vieux-Condé.
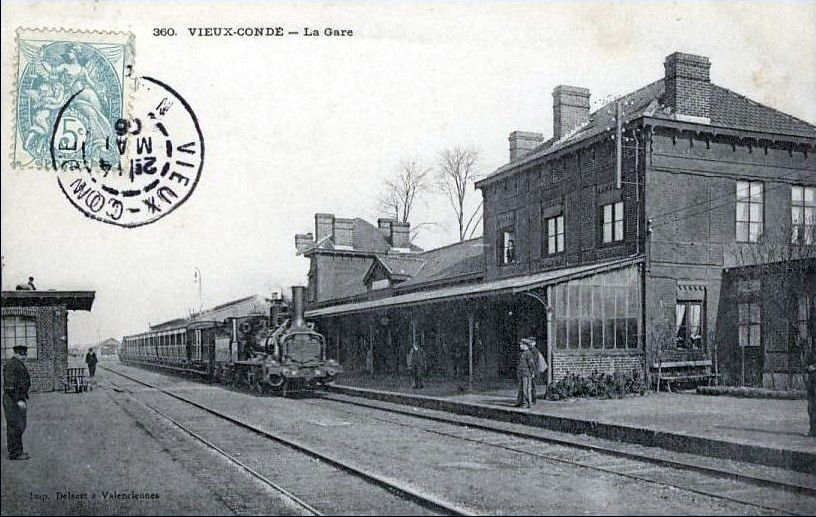
La gare en 1906.

La fin de l'exploitation houillère

## Politique et administration

### Instances judiciaires et administratives
Rattachements administratifs
La commune se trouve depuis 1824 dans l'arrondissement de Valenciennes du département du Nord.
Elle était depuis 1793 le chef-lieu du canton de Condé-sur-l'Escaut. Dans le cadre du redécoupage cantonal de 2014 en France, cette circonscription administrative territoriale a disparu, et le canton n'est plus qu'une circonscription électorale.
La commune relève, dans l'ordre judiciaire, du tribunal judiciaire de Valenciennes, de la cour d'appel de Douai, du tribunal pour enfants de Valenciennes, du conseil de prud'hommes de Valenciennes, du tribunal de commerce de Valenciennes, et, dans l'ordre administratif, du tribunal administratif de Lille et de la cour administrative d'appel de Douai.
Rattachements électoraux
Pour les élections départementales, la commune fait partie depuis 2014  du canton de Marly
Pour l'élection des députés, elle fait partie de la vingtième circonscription du Nord.

### Intercommunalité
La ville fait partie de la communauté d'agglomération Valenciennes Métropole, créée en 2000 par la fusion de la communauté de communes de la vallée de l'Escaut, de la communauté de communes du Pays de Condé et du syndicat intercommunal à vocation multiple (SIVOM) de Trith-Saint-Léger et environs.

### Tendances politiques et résultats
Lors du second tour des élections municipales de 2014 dans le Nord, la liste DVG menée par Guy Bustin obtient la majorité absolue des suffrages exprimés, avec 2 456 voix (52,18 %, 25 conseillers municipaux élus dont 3 communautaires), battant celle du maire sortant Serge Van Der Hoeven, qui a obtenu 2 250 voix (47,81 %, 8 conseillers municipaux élus dont 1 communautaire), lors d'un scrutin marqué par 37,12 % d'abstention.
Lors du deuxième tour des élections municipales de 2020 dans le Nord, la liste DVG menée par David Bustin — fils du maire sortant qui ne se représentait pas — obtient la majorité absolue des suffrages, avec 1 813 voix (51,49 %, 25 conseillers municipaux élus, dont 3 communautaires), devançant de 105 voix celle d'union de la gauche menée par Franck Agah (1 708 voix, 48,540 %, 8 conseillers municipaux élus dont 1 communautaire), lors d'un scrutin marqué par la Pandémie de Covid-19 en France où 53,66 % des électeurs se sont abstenus.

### Jumelages
- Bleicherode (Allemagne) depuis 1961
- Niederzier (Allemagne) depuis 1988
- Gizzeria (Italie)

## Population et société

### Démographie

#### Évolution démographique
L'évolution du nombre d'habitants est connue à travers les recensements de la population effectués dans la commune depuis 1800. Pour les communes de plus de 10 000 habitants les recensements ont lieu chaque année à la suite d'une enquête par sondage auprès d'un échantillon d'adresses représentant 8 % de leurs logements, contrairement aux autres communes qui ont un recensement réel tous les cinq ans,.

En 2022, la commune comptait 10 455 habitants, en évolution de +0,58 % par rapport à 2016 (Nord : +0,51 %, France hors Mayotte : +2,11 %).
| 1800  | 1806  | 1821  | 1831  | 1836  | 1841  | 1846  | 1851  | 1856  |
| ----- | ----- | ----- | ----- | ----- | ----- | ----- | ----- | ----- |
| 1 294 | 3 133 | 3 616 | 3 976 | 3 865 | 4 386 | 4 595 | 4 720 | 4 978 |

| 1861  | 1866  | 1872  | 1876  | 1881  | 1886  | 1891  | 1896  | 1901  |
| ----- | ----- | ----- | ----- | ----- | ----- | ----- | ----- | ----- |
| 5 134 | 5 067 | 5 160 | 5 681 | 6 296 | 6 568 | 6 977 | 7 125 | 7 550 |

| 1906  | 1911  | 1921  | 1926  | 1931  | 1936  | 1946  | 1954   | 1962   |
| ----- | ----- | ----- | ----- | ----- | ----- | ----- | ------ | ------ |
| 7 777 | 7 888 | 7 242 | 9 505 | 9 529 | 9 067 | 9 008 | 10 425 | 11 873 |

| 1968   | 1975   | 1982   | 1990   | 1999   | 2006   | 2011   | 2016   | 2021   |
| ------ | ------ | ------ | ------ | ------ | ------ | ------ | ------ | ------ |
| 11 970 | 11 514 | 11 178 | 10 859 | 10 641 | 10 850 | 10 172 | 10 395 | 10 446 |

| 2022   | - | - | - | - | - | - | - | - |
| ------ | - | - | - | - | - | - | - | - |
| 10 455 | - | - | - | - | - | - | - | - |

#### Pyramide des âges
La population de la commune est relativement jeune.
En 2018, le taux de personnes d'un âge inférieur à 30 ans s'élève à 36,5 %, soit en dessous de la moyenne départementale (39,5 %). À l'inverse, le taux de personnes d'âge supérieur à 60 ans est de 24,9 % la même année, alors qu'il est de 22,5 % au niveau départemental.
En 2018, la commune comptait 5 083 hommes pour 5 291 femmes, soit un taux de 51 % de femmes, légèrement inférieur au taux départemental (51,77 %).
Les pyramides des âges de la commune et du département s'établissent comme suit.
| Hommes | Classe d’âge | Femmes |
| ------ | ------------ | ------ |
| 0,5    | 90 ou +      | 1,4    |
| 5,5    | 75-89 ans    | 8,8    |
| 16,4   | 60-74 ans    | 17,2   |
| 21,9   | 45-59 ans    | 19,4   |
| 17,2   | 30-44 ans    | 18,6   |
| 18,0   | 15-29 ans    | 16,5   |
| 20,5   | 0-14 ans     | 18,2   |

| Hommes | Classe d’âge | Femmes |
| ------ | ------------ | ------ |
| 0,5    | 90 ou +      | 1,4    |
| 5,3    | 75-89 ans    | 8,1    |
| 14,8   | 60-74 ans    | 16,2   |
| 19,1   | 45-59 ans    | 18,4   |
| 19,5   | 30-44 ans    | 18,7   |
| 20,7   | 15-29 ans    | 19,1   |
| 20,2   | 0-14 ans     | 18     |

### Culture
Le Boulon, centre national des arts de la rue et de l'espace public, accueille de nombreuses compagnies nationales et internationales en résidence, programme des spectacles d'arts de la rue et de cirque et organise le festival Les Turbulentes (16e édition en 2014).

## Économie

### Industrie
La localité a, depuis longtemps, été un lieu de développement de la métallurgie principalement axée vers le forgeage.
En 1828, Philippe Dervaux créa les « établissements Dervaux » spécialisés dans le forgeage à froid. L'établissement produisit les 2 500 000 rivets de la Tour Eiffel, ainsi que les tire-fond de fixation des rails pour le transsibérien financé par le fameux emprunt russe. La société est rachetée par Simca en 1954 qui devient Chrysler en 1970 et dont les filiales européennes sont rachetées par le Groupe PSA (Peugeot) en 1978 ; elle assure alors la fabrication de la visserie et de pièces automobiles diverses (axes, barres de torsion, etc.) ainsi que d'une grande variété de pièces non automobiles. Elle est ensuite cédée à la Financière du Valois, appartenant à Michel Coencas, qui la baptisa « Valmex » (1990), puis au groupe américain Textron (1996), et plus récemment au groupe américain Acument Global Technologies (2006). En mars 2010, Agrati Fastening Systems, groupe industriel italien spécialisé dans la fixation automobile a fait l'acquisition de l'usine implantée sur le site de Vieux-Condé.

## Culture locale et patrimoine

### Lieux et monuments
- L'église Sainte-Thérèse, également appelée chapelle Notre-Dame de la Solitude, construite par Guillaume Gillet, architecte des Trente Glorieuses, est inscrite au titre des monuments historiques en 2003[50]

- Tombes de la famille de Croÿ
- Église Saint-Martin

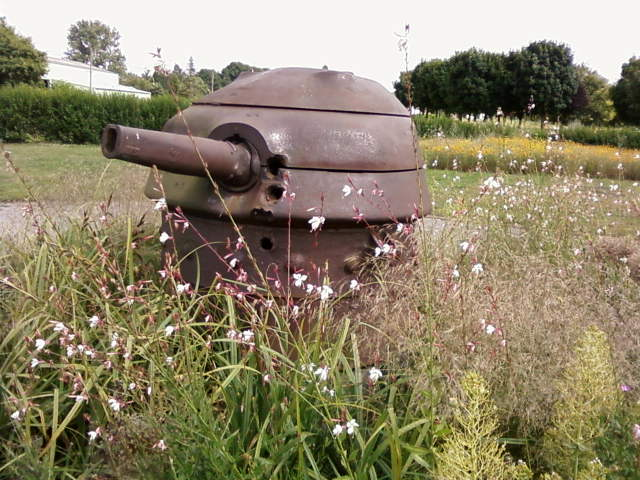
Le mémorial du soldat Beaulieu.

- La tourelle du soldat Beaulieux :
Le soldat Jules Beaulieux, du 54e régiment d'infanterie de forteresse, s'est illustré, à hauteur de Fresnes, en s'opposant à la traversée de l'Escaut par les Allemands en mai 1940 au poste de sa mitrailleuse en tourelle, qui porte depuis les traces des trous d'obus qui lui ont coûté la vie. La tourelle se trouve de nos jours installée à sa mémoire à l'entrée de la ville.

### Personnalités liées à la commune
- Comte Pierre du Buat (1734-1809), ingénieur et hydraulicien français mort le 17 octobre 1809 à Vieux-Condé
- Abel Castiau (1842-1918), homme politique, député de la 1re circonscription de Valenciennes
- Max-Albert Decrouez (1878-1943), peintre né à Vieux-Condé
- Alzir Hella (1881-1953), traducteur entre autres de Stefan Zweig, né à Vieux-Condé
- Eugène Thomas (1903-1969), homme politique et résistant né à Vieux-Condé
- Jean Preuss (1904-1986), coureur cycliste né à Vieux-Condé
- André Pelabon (1910-1984), résistant, haut fonctionnaire et chef d'entreprise, né à Vieux-Condé.

### Héraldique
| armes de Vieux-Condé | Les armes de Vieux-Condé se blasonnent ainsi : D'argent à la fasce de gueules chargée d'une divise vivrée du champ. |

## Pour approfondir